# Carole Vinci
Carole Vinci (Ginevra, 1950) è una cantante svizzera francofona.
Ha partecipato all'Eurovision Song Contest 1978 con la canzone Vivre classificandosi al nono posto.